# Callispa marginipennis
Callispa marginipennis es un coleóptero de la familia Chrysomelidae.
Fue descrita científicamente por primera vez en 1899 por Gestro.